# Peggy Cummins
Peggy Cummins (nascida Augusta Margaret Diane Fuller; Prestatyn, 18 de dezembro de 1925 — Londres, 29 de dezembro de 2017), foi uma atriz irlandesa, nascida no País de Gales, que é mais conhecida por sua atuação em Gun Crazy (1950) de Joseph H. Lewis, interpretando uma femme fatale, que rouba bancos com seu amante, interpretado por John Dall. Em 2020, ela foi listada em 16º lugar na lista do The Irish Times dos maiores atores de cinema da Irlanda.

## Vida e carreira

### Infância
Peggy Cummins nasceu Augusta Margaret Diane Fuller em 18 de dezembro de 1925 na cidade de Prestatyn, Denbighshire, País de Gales. Seus pais irlandeses estavam visitando lá quando uma tempestade os impediu de voltar para sua casa em Dublin.
Ela viveu a maior parte de sua infância em Killiney, Dublin, onde foi educada, e mais tarde em Londres. Seu pai era Franklin Bland Fuller, nascido em Dublin (1897-1943), e neto do arquiteto James Franklin Fuller. Sua mãe era a atriz Margaret Cummins (1889–1973), que interpretou papéis no cinema como Anna em  Smart Woman e Emily em The Sign of the Ram (ambos 1948).

### Início de carreira: 1940–1944
Há uma lenda de que o ator Patrick Brock notou Cummins em uma parada de bonde em Dublin e a apresentou à Dublin Gate Theatre Company, mas ela disse a Barbara Roisman Cooper quando entrevistada aos 88 anos: "Isso é absolutamente absurdo." Quando criança em Dublin, ela frequentou a Abbey School of ballet. De lá, ela foi identificada e escolhida para um papel sem fala em A Duquesa de Malfi no Gate Theatre. "Eu interpretei uma das crianças, só vista em silhueta porque eles foram assassinados ... foi assim que comecei no teatro." A estreia de Cummins nos palcos de Londres foi no papel de Maryann, a protagonista juvenil de Let's Pretend, uma revista infantil que estreou no St James's Theatre em seu 13º aniversário.
Com base nisso, ela foi escalada para o filme britânico dirigido por Herbert Mason, Dr. O'Dowd (1940). Como parte de um acordo com o Conselho do Condado de Londres, Cummins foi limitada a cinco horas de filmagem por dia e teve que ser supervisionado por uma governanta. Cummins teve papéis coadjuvantes em Salute John Citizen (1942) e Old Mother Riley Detective (1943).
Ela apareceu nos palcos de Londres em 1943 aos 17 anos, interpretando o papel de Fuffy de 12 anos em Junior Miss no Saville Theatre e no papel-título de Alice no País das Maravilhas em 1944 no Palace Theatre.
Seu primeiro grande filme foi English Without Tears (1944), com Michael Wilding e Lilli Palmer, dirigido por Harold French e lançado nos Estados Unidos como Her Man Gilbey Ela seguiu com Welcome, Mr. Washington (1944).

### Forever Ambere 20th Century Fox: 1945–1961
Em outubro de 1945, Cummins foi levada para Hollywood por Darryl F. Zanuck, chefe da 20th Century-Fox, inicialmente não como se acredita, para interpretar Amber em Forever Amber (1947) de Kathleen Winsor. Ela testou para um papel em Cluny Brown (1946) antes de ser considerada para Amber. A produção começou em janeiro de 1946, mas por ser considerada "muito jovem", logo foi substituída por Linda Darnell.
Zanuck então deu a ela um papel principal em um mistério, Moss Rose (1947), dirigido por Gregory Ratoff, que foi uma decepção financeira. Ele a testou em dois filmes dirigidos por Joseph L. Mankiewicz , The Late George Apley (1947), interpretando a filha de Ronald Colman, e Escape (1948), co estrelando com Rex Harrison. Cummins então apareceu com Charles Coburn em Green Grass of Wyoming (1948), uma sequência de My Friend Flicka, lançado em 1943.
Cummins voltou à Inglaterra para aparecer em That Dangerous Age (1948) para Alexander Korda (dirigido por Gregory Ratoff) com Myrna Loy e Roger Livesey. Ela voltou aos Estados Unidos para o Gun Crazy (1950). "Eu adorei estar em Hollywood", disse ela ao The Sunday Times alguns anos antes de morrer, mas foi seu último filme rodado nos Estados Unidos.
Ela voltou para Londres em 1950 para se casar e trabalhar em filmes britânicos. Ela fez My Daughter Joy (1950) para Korda e Ratoff, co-estrelando com Edward G. Robinson e estrelou em Who Goes There! (1952) para Korda e Street Corner (1953) para Muriel Box. Mais ou menos na mesma época, ela apareceu em Meet Mr. Lucifer e Always a Bride de Ronald Squires (ambos também em 1953). Cummins participou da The Love Lottery (1954) com David Niven, e To Dorothy a Son (1954) com Shelley Winters e John Gregson. Ela estrelou The March Hare (1956) com Terence Morgan e Carry On Admiral (1957) com David Tomlinson.
Mais tarde, ela estrelou ao lado de Dana Andrews no filme de terror Night of the Demon (1957), dirigido por Jacques Tourneur, e Hell Drivers (também 1957), que apresentava Stanley Baker, Patrick McGoohan e Herbert Lom. Cummins voltou às comédias com The Captain's Table (1959), Your Money or Your Wife (1960) e Dentist in the Chair (1960). Seu último filme foi No Doghouse (1961), ao lado de Leslie Phillips.

### Gun Crazy e Night of the Demon
Em 1998, Gun Crazy (1950) foi selecionado para preservação no Registro Nacional de Filmes dos Estados Unidos pela Biblioteca do Congresso como sendo "culturalmente, historicamente ou esteticamente significativo". Michael Adams escreveu em Movieline em agosto de 2009 que o filme foi "dirigido pelo especialista em filmes Joseph H. Lewis a partir de um roteiro co-escrito por MacKinlay Kantor e colocado na lista negra de Dalton Trumbo," liderado "por seu amigo Millard Kaufman. Gun Crazy foi feito por $ 400 000 em 30 dias em 1949.
A Movieline encontrou a Cummins em 2009, ainda saudável. "Foi um grande papel", disse ela sobre Annie Laurie Starr. "Foi uma história brilhante de um escritor brilhante. Tínhamos um diretor muito bom e um grande cinegrafista. Acho que John Dall e eu éramos naquela época muito adequados para os papéis que tínhamos." O filme foi exibido no British Film Institute em Londres em fevereiro de 2009. Na exibição, Cummins viu o filme com um público pela primeira vez em seis décadas.
Em 14 de junho de 2006, ela apareceu como convidada de honra em uma exibição especial de Night of the Demon em Borehamwood, Hertfordshire, apresentada pelo Elstree Film and Television Heritage Group. Na exibição, ela respondeu a perguntas do público antes de ver o filme pela primeira vez. Ela disse que nunca havia trabalhado com sua co-estrela Dana Andrews antes, embora ela o conhecesse e gostasse dele; eles permaneceram amigos pelo resto de sua vida. Em 29 de setembro de 2010, Cummins apresentou o filme Street Corner (1953) como parte do Capital Tales Event no BFI Southbank London, organizado pelo curador Jo Botting. Ela interpretou Bridget Foster no filme escrito por Muriel e Sydney Box e dirigido por Muriel Box.
Em 29 de agosto de 2013, Cummins apresentou a estreia mundial de uma remasterização digital de Night of the Demon, exibida pelo British Film Institute no pátio do Museu Britânico. O local da exibição aparece com destaque no filme, com tomadas do pátio diante de uma cena-chave em que o psicólogo Holden encontra o ocultista Karswell pela primeira vez na Biblioteca Britânica, que até 1998 ficava abrigada no museu.

## Vida pessoal

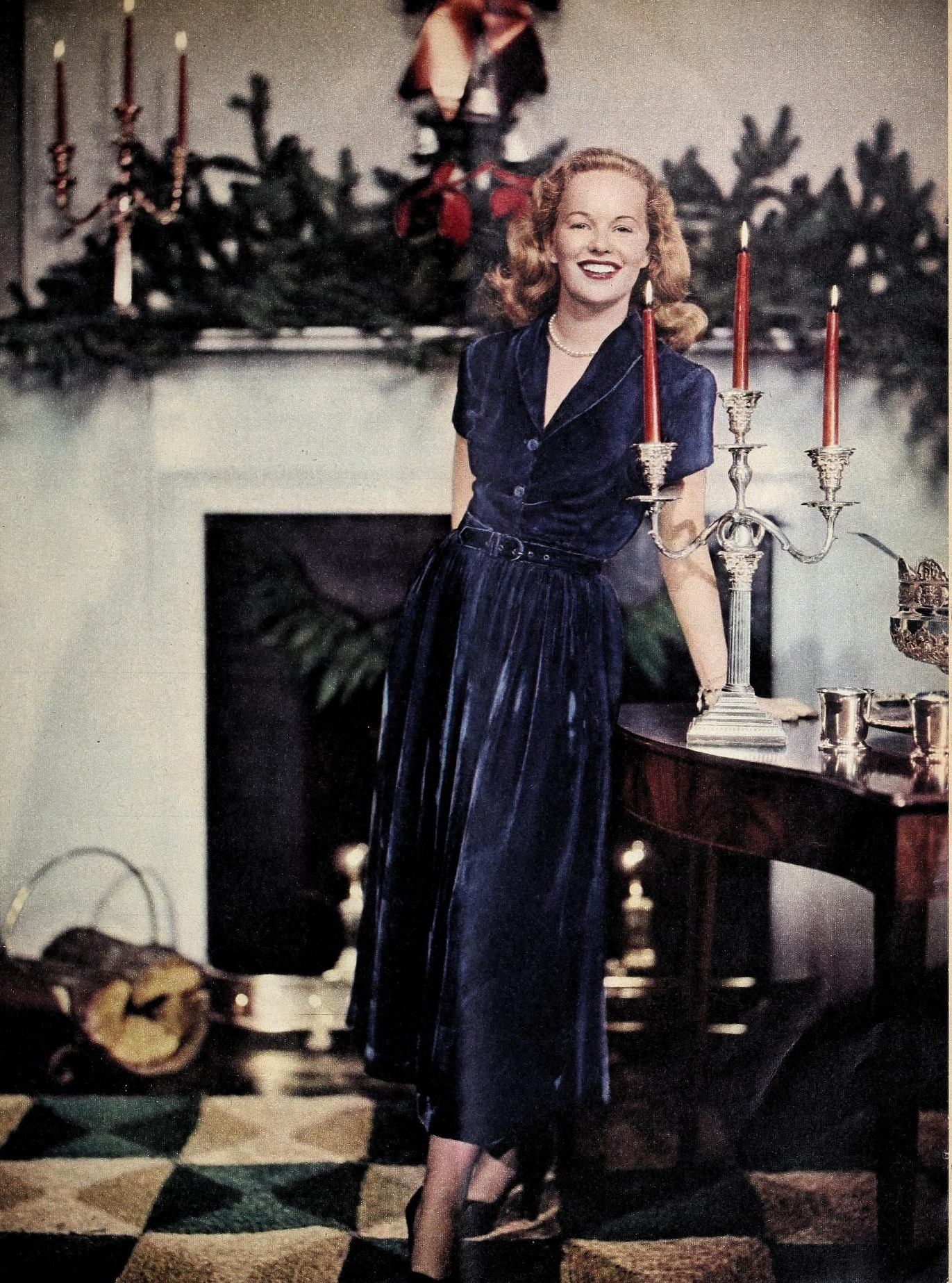
Peggy Cummins em 1948.

Em 1954, ela se tornou a Primeira Comandante Honorária do 582º Esquadrão de Reabastecimento Aéreo na RAF Molesworth, Inglaterra, a ser designada pelo Esquadrão da Força Aérea dos Estados Unidos.
Ela foi casada com Derek Dunnett (William Herbert Derek Dunnett) de 1950 até sua morte em 2000; e teve dois filhos com ele, um filho em 1954 e uma filha em 1962. Seu marido, que vinha de uma família rica, nasceu em Epsom, Surrey, Inglaterra, em 9 de fevereiro de 1921, e morreu em East Sussex, Inglaterra, em 10 de julho de 2000.
A carreira de Cummins no cinema terminou em 1961, embora ela tenha feito algumas aparições na televisão até meados dos anos 1960. Durante a década de 1970, Cummins atuou em uma instituição de caridade nacional, a Stars Organization for Spastics, arrecadando dinheiro e presidindo o comitê de gestão de um centro de férias para crianças com deficiência em Sussex. A instituição de caridade, conhecida como SOS, tornou-se uma instituição de caridade independente registrada em 2001 e em 2008 mudou seu nome para Stars Foundation for Cerebral Palsy. Cummins era uma curadora da instituição de caridade que é administrada inteiramente por voluntários e arrecada fundos para ajudas de comunicação e mobilidade para pessoas com paralisia cerebral. Mais tarde na vida, ela morou em West London.
Em 25 de janeiro de 2013, Cummins foi homenageada no Noir City Film Festival no Castro Theatre em San Francisco com a exibição de uma cópia restaurada de Gun Crazy. Cummins morreu em 29 de dezembro de 2017, onze dias após seu 92º aniversário, em Londres, Inglaterra, após um derrame.

## Filmografia
| Ano  | Título original            | Título em português                                       | Papel                     |
| ---- | -------------------------- | --------------------------------------------------------- | ------------------------- |
| 1940 | Dr. O'Dowd                 | Dr. O'Dowd                                                | Pat O'Dowd                |
| 1942 | Salute John Citizen        | pt: Saudação ao cidadão John                              | Julie Bunting             |
| 1943 | Old Mother Riley Detective | br: Detetive da mãe Riley pt: Detetive da velha mãe Riley | Lily                      |
| 1944 | English Without Tears      | br: Senhor Gilbey pt: Inglês sem lágrimas                 | Bobbie Heseltine          |
| 1944 | Welcome, Mr. Washington    | pt: Bem vindo Mr. Washington                              | Sarah Willoughby          |
| 1947 | Moss Rose                  | pt: Rosas Trágicas                                        | Belle Adair (Rose Lynton) |
| 1947 | The Late George Apley      | pt: O falecido George Apley                               | Eleanor 'Ellie' Apley     |
| 1948 | Escape                     | Escape                                                    | Dora Winton               |
| 1948 | Green Grass of Wyoming     | pt: Os Prados Verdes                                      | Carey Greenway            |
| 1949 | That Dangerous Age         | br: Se fosse pecado pt: Idade perigosa                    | Monica Brooke             |
| 1950 | Gun Crazy                  | pt: Mortalmente perigosa                                  | Annie Laurie Starr        |
| 1950 | My Daughter Joy            | pt: Minha filha Joy                                       | Georgette Constantin      |
| 1952 | Who Goes There!            | br: A Sentinela Apaixonada pt: Quem vai lá!               | Christine Deed            |
| 1953 | Street Corner              | pt: Esquina da Rua                                        | Bridget Foster            |
| 1953 | Meet Mr. Lucifer           | pt: Conheça o Sr. Lúcifer                                 | Kitty Norton              |
| 1953 | Always a Bride             | pt: Sempre uma noiva                                      | Clare Hemsley             |
| 1954 | The Love Lottery           | pt: A Loteria do Amor                                     | Sally                     |
| 1954 | To Dorothy a Son           | pt: Um filho para Dorothy                                 | Dorothy Rapallo           |
| 1956 | The March Hare             | The March Hare                                            | Pat McGuire               |
| 1957 | Carry on Admiral           | pt: Continue Almirante                                    | Susan Lashwood            |
| 1957 | Hell Drivers               | br: Na Rota do Inferno                                    | Lucy                      |
| 1957 | Night of the Demon         | br: A Noite do demônio pt: Noite do demônio               | Joanna Harrington         |
| 1959 | The Captain's Table        | pt: A Mesa do Capitão                                     | Sra. Judd                 |
| 1960 | Your Money or Your Wife    | pt: Seu dinheiro ou sua esposa                            | Gay Butterworth           |
| 1960 | Dentist in the Chair       | pt: Dentista na cadeira                                   | Peggy Travers             |
| 1961 | In the Doghouse            | pt: Na casa de cachorro                                   | Sally Huxley              |